# Güler Sabancı
Güler Sabancı (nascida em 1955) é uma empresária turca, membro da terceira geração da família Sabancı e presidente da Sabancı Holding, controlada pela família, o segundo maior conglomerado industrial e financeiro da Turquia. A partir de 2020, ela é listada como a 76ª mulher mais poderosa do mundo pela Forbes, que a reconheceu pela primeira vez em 1999. 

## Educação e início de carreira
Güler é a primeira filha de İhsan Sabancı e de sua esposa Yüksel, nascida em 1955, em Adana, na Turquia. Depois de terminar o ensino médio no TED Ankara College, em Ancara, ela foi educada em administração de empresas, na Universidade Boğaziçi, em Istambul. Em 1978, iniciou sua carreira profissional na LaSSA, uma empresa familiar de produção de pneus, na província de Kocaeli. Ela foi então nomeada gerente geral da KordSA, cargo que ocupou por 14 anos. Mais tarde, Güler Sabancı tornou-se membro do conselho de administração da Sabancı Holding, liderando o grupo de pneus e materiais de reforço, além de ser responsável pelos recursos humanos.

## Sabance Holding
Güler Sabancı é presidente e diretora administrativa da Sabancı Holding, um dos grupos empresariais líderes e mais conceituados da Turquia. Iniciou sua carreira na empresa fabricante de pneus do grupo e ocupou diversos cargos nas demais empresas do grupo. Sabancı é a presidente fundadora da Universidade Sabancı e também atua como presidente do Museu Sakip Sabancı e presidente do conselho de administração da Fundação Sabancı, a principal fundação privada na Turquia. Ela é a primeira e única mulher membro da European Round Table of Industrialists (ERT). Em outubro de 2013, ela foi nomeada 2ª na lista das 50 mulheres mais poderosas nos negócios da Fortune (fora dos EUA). Ela recebeu vários prêmios por filantropia e liderança, incluindo o David Rockefeller Bridging Leadership Award, o Clinton Global Citizen Award, o Raymond Georis Innovative Philanthropist Award  e o European School of Management Responsible Leadership Award.
Em 2012, Sabancı foi nomeada membro do conselho do United Nations Global Compact, o órgão consultivo de mais alto nível da ONU envolvendo empresas, sociedade civil, trabalhadores e organizações de empregadores. 
A partir de 2020, ela é listada como a 76ª mulher mais poderosa do mundo pela Forbes.

## Prêmios, condecorações e títulos honoríficos
- As 50 mulheres mais poderosas nos negócios da Fortune (fora dos EUA)[8]
- Prêmio de Liderança de Ponte David Rockefeller[9]
- Prêmio Cidadão Global Clinton[10]
- Prêmio de Filantropo Inovador Raymond Georis[11]
- Prémio de Liderança Responsável da Escola Europeia de Gestão[12]

## Comendas e condecorações
- 2007 - Bélgica: Ordem de Leopoldo II
- 2009 - Espanha: Ordem do Mérito Civil
- 2010 - Áustria: Silbernes Ehrenkreuz der Republik Österreich
- 2010 - França: Ordem Nacional da Legião de Honra

### Prêmios
- 2006 – Estados Unidos: Grau honorário pela Universidade Drexel
- 2007 – Estados Unidos: Prêmio de Parceiro Corporativo pela American - Turkish Society
- 2009 – União Europeia: Prêmio Raymond Georis de Filantropia Inovadora pelo Conselho da União Europeia
- 2011 – Alemanha: Prêmio Schumpeter em memória do famoso economista austríaco Joseph A. Schumpeter
- 2011 – Alemanha: Prêmio Liderança Responsável ESMT pela Escola Europeia de Gestão e Tecnologia
- 2011 – Estados Unidos: Prêmio Cidadão Global Clinton pela Fundação Clinton

## Vida pessoal
Sabancı é notavelmente privada sobre sua vida pessoal, propositalmente mantendo silêncio sobre seus relacionamentos.  A partir de 2021, ela estava em um relacionamento com Eda Taşpınar.  
Sabancı tem batalhas legais em andamento com sua família sobre a exclusão de seu pai da fortuna da família antes de sua morte, em 1979. Apesar de ver Sakıp Sabancı como seu ídolo, ao lado de seus irmãos, ela foi forçada a lutar para obter sua posição e status legítimos dentro da família.